# Danh sách tỷ phú Philippines theo giá trị tài sản
Dưới đây là danh sách các tỷ phú của Phi-líp-pin theo giá trị tài sản, dựa trên sự định giá thường niên về của cải và tài sản được tổng hợp, biên soạn và xuất bản trên tạp chí Forbes của Mỹ.

## Danh sách 17 tỷ phú giàu nhất Philippines năm 2020
Tính đến tháng 9 năm 2020, theo báo cáo của tạp chí Forbes thì top 17 tỷ phú giàu nhất được liệt kê như bên dưới đây:
| Thứ hạng | Họ và tên                                                                      | Giá trị tài sản (tỷ đô la Mỹ) | Nguồn gốc tài sản        |
| -------- | ------------------------------------------------------------------------------ | ----------------------------- | ------------------------ |
| 1        | Anh chị em nhà họ Thi                                                          | 13,9                          | Đa dạng                  |
| 2        | Manny Villar (cựu chủ tịch hạ viện và thượng viện)                             | 5                             | Bất động sản             |
| 3        | Enrique K. Razon (gốc Tây Ban Nha)                                             | 4,3                           | Hải cảng                 |
| 4        | Lance Ngô Dịch Huy và các anh chị em trong nhà                                 | 4,1                           | Đa dạng                  |
| 5        | Jaime Zobel de Ayala(gốc TBN-Đức, cựu Đại sứ Phlipines tại Anh và Scandinavia) | 3,6                           | Đa dạng                  |
| 6        | Ngô Thông Mãn                                                                  | 2,3                           | Đa dạng                  |
| 7        | Trần Vĩnh Tài                                                                  | 2,2                           | Đa dạng                  |
| 8        | Ramon Ang                                                                      | 2                             | Đa dạng                  |
| 9        | Trần Giác Trung                                                                | 1,9                           | Thực phẩm                |
| 10       | Hai vợ chồng Lucio và Susan Co                                                 | 1,7                           | Bán lẻ                   |
| 11       | Mercedes Ngô Thiên Ân                                                          | 1,5                           | Bất động sản             |
| 12       | Anh chị em nhà họ Trịnh                                                        | 1,4                           | Ngân hàng                |
| 13       | Vivian Que Azcona và các anh chị em ruột                                       | 1,34                          | Hiệu thuốc               |
| 14       | Isidro Consunji và các anh chị em trong nhà                                    | 1,3                           | Xây dựng và bất động sản |
| 15       | Roberto Ongpin                                                                 | 1,2                           | Đa dạng                  |
| 16       | Hứa Hoàn Ca Soledad Oppen                                                      | 1,15                          | Ăn uống                  |
| 17       | Ricardo Po Sr.                                                                 | 1                             | Thực phẩm đóng hộp       |

## Danh sách 18 tỷ phú giàu nhất Philippines năm 2019
| Thứ hạng | Họ và tên                    | Giá trị tài sản (tỷ đô la Mỹ) | Nguồn gốc tài sản        |
| -------- | ---------------------------- | ----------------------------- | ------------------------ |
| 1        | Sy Siblings                  | 17,2                          | Đa dạng                  |
| 2        | Manny Villar                 | 6,5                           | Bất động sản             |
| 3        | John Gokongwei               | 5,3                           | Đa dạng                  |
| 4        | Enrique K. Razon             | 5,1                           | Hải cảng                 |
| 5        | Jaime Zobel de Ayala         | 3,7                           | Đa dạng                  |
| 6        | Lucio Tan                    | 3,6                           | Đa dạng                  |
| 7        | Tony Tan Caktiong            | 3                             | Thực phẩm                |
| 8        | Ramon Ang                    | 2,8                           | Đa dạng                  |
| 9        | Ty Siblings                  | 2,6                           | Ngân hàng                |
| 10       | Andrew Tan                   | 2,55                          | Đa dạng                  |
| 11       | Inigo & Mercedes Zobel       | 2,56                          | Đa dạng                  |
| 12       | Mercedes Gotianun            | 2,2                           | Bất động sản             |
| 13       | Consunji Family              | 2                             | Xây dựng và bất động sản |
| 14       | Lucio and Susan Co           | 1,8                           | Bán lẻ                   |
| 15       | Roberto Ongpin               | 1,75                          | Đa dạng                  |
| 16       | Danding Cojuangco            | 1,4                           | Ăn uống                  |
| 17       | Robert Coyiuto Jr.           | 1,35                          | Năng lượng               |
| 18       | Vivian Que Azcona & Siblings | 1,15                          | Hiệu thuốc               |

## Danh sách 18 tỷ phú giàu nhất Philippines năm 2018
| Thứ hạng | Họ và tên              | Giá trị tài sản (tỷ đô la Mỹ) | Nguồn gốc tài sản  |
| -------- | ---------------------- | ----------------------------- | ------------------ |
| 1        | Henry Sy               | 18,3                          | Đa dạng            |
| 2        | Manny Villar           | 5                             | Bất động sản       |
| 3        | John Gokongwei         | 4,4                           | Đồ ăn thức uống    |
| 4        | Jaime Zobel de Ayala   | 4                             | Đa dạng            |
| 5        | Enrique K. Razon       | 3,9                           | Hải cảng           |
| 6        | Tony Tan Caktiong      | 3,85                          | Thực phẩm          |
| 7        | Lucio Tan              | 3,8                           | Đa dạng            |
| 8        | Ramon Ang              | 2,85                          | Đa dạng            |
| 9        | George Ty              | 2,75                          | Ngân hàng          |
| 10       | Andrew Tan             | 2,6                           | Đa dạng            |
| 11       | Inigo & Mercedes Zobel | 2,5                           | Đa dạng            |
| 12       | Isidro Consunji Family | 2,45                          | Xây dựng           |
| 13       | Lucio and Susan Co     | 1,5                           | Bán lẻ             |
| 14       | Danding Cojuangco      | 1,4                           | Ăn uống            |
| 15       | Robert Coyiuto Jr.     | 1,3                           | Năng lượng         |
| 16       | Roberto Ongpin         | 1,25                          | Đa dạng            |
| 17       | Mercedes Gotianun      | 1,15                          | Bất động sản       |
| 18       | Ricardo Po, Sr.        | 1,05                          | Thực phẩm đóng hộp |

## Danh sách 21 tỷ phú giàu nhất Philippines năm 2017
| Thứ hạng | Họ và tên              | Giá trị tài sản (tỷ đô la Mỹ) | Nguồn gốc tài sản          |
| -------- | ---------------------- | ----------------------------- | -------------------------- |
| 1        | Henry Sy               | 13,7                          | SM Investments Corporation |
| 2        | John Gokongwei         | 6,8                           | Đa dạng                    |
| 3        | Aboitiz Family         | 5                             | Aboitiz & Company          |
| 4        | Lucio Tan              | 4,9                           | Đa dạng                    |
| 5        | George Ty              | 4,6                           | Ngân hàng                  |
| 6        | Tony Tan Caktiong      | 4,3                           | Đồ ăn nhanh                |
| 7        | Jaime Zobel de Ayala   | 4,1                           | Đa dạng                    |
| 8        | Enrique K. Razon       | 3,5                           | Hải cảng                   |
| 9        | David Consunji         | 3,1                           | Xây dựng                   |
| 10       | Andrew Tan             | 3                             | Đa dạng                    |
| 11       | Lucio and Susan Co     | 2                             | Bán lẻ                     |
| 12       | Manny Villar           | 1,8                           | Bất động sản               |
| 13       | Robert Coyiuto Jr.     | 1,7                           | Năng lượng                 |
| 14       | Inigo & Mercedes Zobel | 1,5                           | Đa dạng                    |
| 15       | Mercedes Gotianun      | 1,3                           | Bất động sản               |
| 16       | Ramon Ang              | 1,21                          | Đa dạng                    |
| 17       | Edgar Sia              | 1,2                           | Đồ ăn nhanh                |
| 18       | Roberto Ongpin         | 1,19                          | Đa dạng                    |
| 19       | Dean Lao               | 1,15                          | Hóa chất                   |
| 20       | Danding Cojuangco      | 1,14                          | Ăn uống                    |
| 21       | Yap Family             | 1,1                           | Ngân hàng                  |

## Danh sách 17 tỷ phú giàu nhất Philippines năm 2015
| Thứ hạng | Họ và tên            | Giá trị tài sản (tỷ đô la Mỹ) | Nguồn gốc tài sản |
| -------- | -------------------- | ----------------------------- | ----------------- |
| 1        | Henry Sy             | 14,4                          | Đa dạng           |
| 2        | John Gokongwei       | 5,5                           | Đa dạng           |
| 3        | Andrew Tan           | 4,5                           | Đa dạng           |
| 4        | Lucio Tan            | 4,3                           | Đa dạng           |
| 5        | Enrique K. Razon     | 4,1                           | Hải cảng          |
| 6        | George Ty            | 4                             | Ngân hàng         |
| 7        | Aboitiz Family       | 3,6                           | Đa dạng           |
| 8        | Jaime Zobel de Ayala | 3,5                           | Đa dạng           |
| 9        | David Consunji       | 3,2                           | Xây dựng          |
| 10       | Tony Tan Caktiong    | 2,2                           | Đồ ăn nhanh       |
| 11       | Lucio and Susan Co   | 1,7                           | Bán lẻ            |
| 12       | Robert Coyiuto Jr.   | 1,6                           | Năng lượng        |
| 13       | Manny Villar         | 1,5                           | Bất động sản      |
| 14       | Yap Family           | 1,4                           | Ngân hàng         |
| 15       | Alfredo Yao          | 1,25                          | Đa dạng           |
| 16       | Dean Lao             | 1,1                           | Hóa chất          |
| 17       | Oscar Lopez          | 1                             | Truyền thông      |

## Danh sách 15 tỷ phú giàu nhất Philippines năm 2012
| Thứ hạng | Họ và tên                     | Giá trị tài sản (tỷ đô la Mỹ) | Nguồn gốc tài sản |
| -------- | ----------------------------- | ----------------------------- | ----------------- |
| 1        | Henry Sy và gia đình          | 9,1                           | Đa dạng           |
| 2        | Lucio Tan và gia đình         | 4,5                           | Đa dạng           |
| 3        | Enrique K. Razon              | 3,6                           | Hải cảng          |
| 4        | John Gokongwei và gia đình    | 3,2                           | Đa dạng           |
| 5        | David Consunji và gia đình    | 2,7                           | Xây dựng          |
| 6        | Andrew Tan                    | 2,3                           | Đa dạng           |
| 7        | Jaime Zobel de Ayala          | 2,2                           | Đa dạng           |
| 8        | George Ty                     | 1,7                           | Ngân hàng         |
| 9        | Roberto Ongpin                | 1,5                           | Đa dạng           |
| 10       | Danding Cojuangco             | 1,4                           | Ăn uống           |
| 11       | Robert Coyiuto Jr.            | 1,3                           | Năng lượng        |
| 12       | Tony Tan Caktiong và gia đình | 1,25                          | Đồ ăn nhanh       |
| 13       | Lucio and Susan Co            | 1,2                           | Bán lẻ            |
| 14       | Inigo & Mercedes Zobel        | 1,15                          | Đa dạng           |
| 15       | Emilio Yap và gia đình        | 1,1                           | Ngân hàng         |